# Жан Жорес
Жан Жорес (фр. Jean Jaurés; Кастр, 3. септембар 1859 — Париз, 31. јул 1914), пуно име Огист Мари Жозеф Жан Леон Жорес, био је француски социјалистички политичар у јавности означаван као „савјест Европе“.

## Биографија
Рођен је 3. септембра 1859. Био је француски политичар и социјалистички лидер, посланик радикалног правца од 1885. до 1889, а касније је пришао социјалистима и 1893. постао вођа Социјалистичке партије.
У Драјфусовој афери бранио је Драјфуса и шестоко је нападао клерикалне и монархистичке кругове. У парламенту се борио за социјално законодавство и залагао се за антиклерикалне мјере, помажући буржоаске владе које су се изјашњавале за световну наставу.
Године 1904. оснива лист L'Humanite (Човјечанство). Трудио се да зближи и уједини све француске социјалисте и са гедистима основа Социјалистичке уједнињене партије.
Залагао се против избијања Првог светског рата. У једном ресторану, док је разговарао са својим колегама 31. јула 1914. године бива убијен од стране неког националистичког фанатика.

## Дјела
- Докази (о Драјфусовој афери)
- Социјалистичке студије (збирка новинских члана)
- Нова армија
- Социјалистичка историја француске револуције